# Камбрий етаж 3
| Период    | Серия         | Етаж        | млн. год.   |
| --------- | ------------- | ----------- | ----------- |
| Ордовик   | Долен ордовик | Тремадокий  | младши      |
| Камбрий   | Фуронгий      | Етаж 10     | 489,5–485,4 |
| Камбрий   | Фуронгий      | Джиангшаний | 494–489,5   |
| Камбрий   | Фуронгий      | Пейбий      | 497–494     |
| Камбрий   | Серия 3       | Гужангий    | 500,5–497   |
| Камбрий   | Серия 3       | Друмий      | 504,5–500,5 |
| Камбрий   | Серия 3       | Етаж 5      | 509–504,5   |
| Камбрий   | Серия 2       | Етаж 4      | 514–509     |
| Камбрий   | Серия 2       | Етаж 3      | 521–514     |
| Камбрий   | Терановий     | Етаж 2      | 529–521     |
| Камбрий   | Терановий     | Фортуний    | 541–529     |
| Едиакарий | Едиакарий     | Едиакарий   | старши      |

Камбрий Етаж 3' е все още неименуван трети етап на периода камбрий. Той следва камбрий етаж 2 и предхожда камбрий етаж 4, въпреки че нито базата (началото), нито края са официално определени. Долната граница се дефинира като първата поява на трилобити, което се случва преди около 521 млн. години. Горната граница и началото на етаж 4 на камбрий неофициално се дефинира като първата поява на трилобити от родовете Olenellus или Redlichia преди около 514 милиона години.
Международната комисия по стратиграфия не е дала официално име за 3-ти етап на камбрий. Понякога този етап се нарича Атдабаний, което се използва от геолози, работещи в Сибир.